# Lac Saint-Émile
Pour les articles homonymes, voir Saint Émile (homonymie).
Le lac Saint-Émile est un lac d'eau douce situé dans la municipalité de Saint-Émile-de-Suffolk, administré par la municipalité régionale de comté de Papineau, dans la région administrative de l'Outaouais, au Québec, au Canada.

## Géographie
Ce lac est d'une superficie d'environ 25,78 ha et est une extension de la Petite rivière Rouge qui provient du lac des Îles au nord et se déverse dans le lac du Bac au sud.
Le lac Saint-Émile est situé a proximité de l'impasse Roy et la montée Archambault à l'ouest, l'impasse Duchesne à l'est, l'impasse Sauvé au sud-est et pour finir il y a le rang des Sources qui passe au milieu en passant par-dessus le pont Saint-Émile.

## Toponymie
Le toponyme Lac Saint-Émile a été officialisé le 5 décembre 1968 à la Commission de toponymie du Québec, en référence à la paroisse Saint-Émile-de-Suffolk dans laquelle il se trouve. Notons que cette paroisse a été placée sous le patronage d’Émile Quesnel (1837-1887), marchand et ancien maire de Saint-André-Avellin, ainsi que d'Émile de Carthage, martyr en 250.
Ce lac est aussi le seul au Québec qui porte le spécifique Saint-Émile.